# Heroldstatt
Heroldstatt è un comune tedesco di 2 608 abitanti, situato nel land del Baden-Württemberg.